# Фелинологија
Фелинологија је наука која изучава мачке. Сам израз је латинског порекла felinus и преводи се мачје.
Наука се бави мачјом анатомијом, генетиком, физиологијом, као и врстама мачака.